# Феклистов, Александр Васильевич

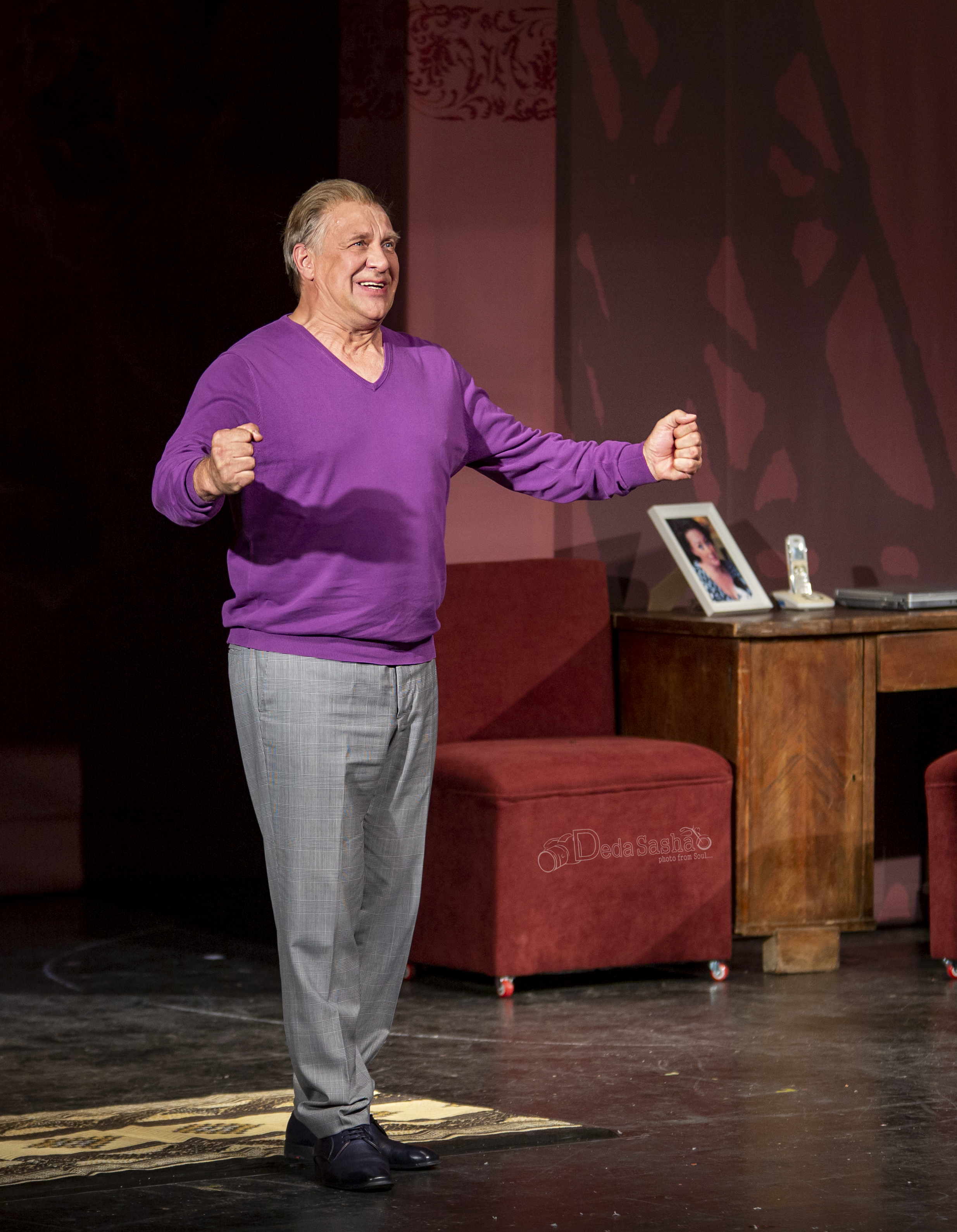
Александр Феклистов в спектакле "С чистого листа". Израиль. 2019

Алекса́ндр Васи́льевич Фекли́стов (род. 7 декабря 1955, Ленинград) — советский и российский актёр театра и кино, кинорежиссёр и сценарист.

## Биография
Родился в Ленинграде. Детство провёл в подмосковной Коломне. В 1982 году окончил Школу-студию МХАТ (курс Олега Ефремова). С 1982 года был актёром МХАТа. В 1988 году перешёл в студию «Человек», был одним из организаторов Пятой студии МХАТ. В 1995 году вернулся в Художественный театр, где играл в спектакле «Любовь в Крыму», а в 2001 году вышел из труппы.
Играл в спектаклях в театральном агентстве «Богис» и в театре «Сатирикон».
В кино дебютировал в 1984 году в фильме Алексея Симонова «Отряд».

### Личная жизнь
Женат, имеет троих детей.

## Общественная позиция
Выступал за освобождение участниц группы «Pussy Riot», Светланы Бахминой, Михаила Ходорковского и Платона Лебедева.
В 2014 году в числе других кинематографистов подписал опубликованное «КиноСоюзом» открытое письмо с осуждением «российской военной интервенции на Украину» и «беспрецедентной антиукраинской кампании, развязанной российскими государственными каналами».
В 2016 году выступил с резкой критикой российского министра культуры Владимира Мединского.
В 2022 году выступил против вторжения России на Украину. В апреле записал видеообращение к Украине и украинцам.
В 2023 году переехал из России в Испанию.

## Творчество

### Театральные роли

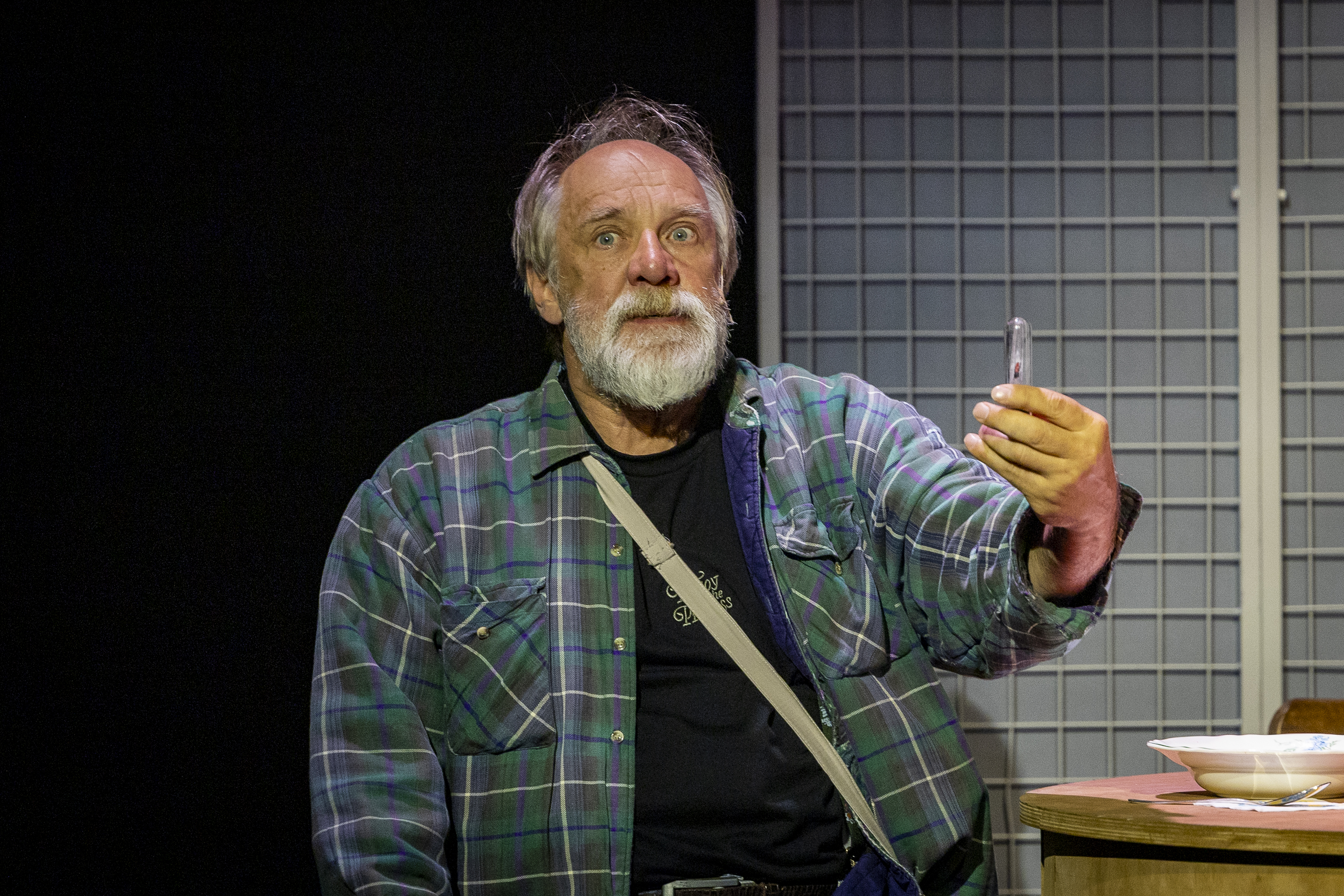
Александр Феклистов в спектакле «Веди свой плуг по костям мертвецов». Израиль, 2025 год

- «Рыцарь Пламенеющего Пестика» — бакалейщик
- «Гамлет» Петера Штайна — Клавдий
- «Борис Годунов» Деклана Доннеллана — Борис Годунов
- «Двенадцатая ночь» Деклана Доннеллана — сэр Тоби
- «Три сестры» Деклана Доннеллана — Вершинин
- «Буря» Деклана Доннеллана — Калибан
- 1993 — Актёр — «N» / «Нижинский», автор драматургической основы А. Бурыкин / Театральное агентство «Богис» — пресса
- «С чистого листа» Антуана Ро — Мишель Муарэ

#### МХАТ
- «Дни Турбиных» — Мышлаевский
- «Господа Головлёвы» — Петенька
- «Уходя, оглянись!» — танкист
- «Так победим!» — рабочий
- «Обвал» — Ниника
- «Татуированная роза» — коммивояжёр
- «Призраки среди нас»
- «Волоколамское шоссе»
- «Чокнутая»
- «Бал при свечах»
- «Колея»
- «Любовь в Крыму» — Захедринский
- «Пиквикский клуб» — Самуэл Пиквик, президент Пиквикского клуба

#### Московский драматический театр имени А. С. Пушкина
- 2002 — «Чёрный принц» — Брэдли Пирсон
- 2013 — «Мера за меру» — Лючио
- 2019 — «Рыцарь пламенеющего пестика» — бакалейщик

#### «Сатирикон»
- «Слуги и снег»

#### Продюсерская Компания «АртПартнёр XXI век»
- «Ботинки на толстой подошве» — муж

#### Театр «Практика»
- 2019 — «Black & Simpson». Режиссёры: Казимир Лиске и Иван Вырыпаев — Гектор Блэк

#### Школа современной пьесы
- 2021 — «Все тут». Режиссёр: Дмитрий Крымов — помощник режиссёра

### Фильмография

#### Актёрские работы
- 1984 — Отряд — Доронин
- 1984 — Соучастники — Крылович
- 1984 — Кто сильнее его — Пеночкин, сосед Копылова
- 1984 — Лучшая дорога нашей жизни — Гордеев
- 1985 — Перед самим собой — Глеб Шубников
- 1985 — Странная история доктора Джекила и мистера Хайда — мистер Хайд
- 1985 — Батальоны просят огня — сержант Елютин
- 1986 — Эксперимент 200 (короткометражный) — «Лидер»
- 1986 — Лётное происшествие — Саша пилот, друг Виктора Росанова
- 1986 — Плюмбум, или Опасная игра — Седой
- 1987 — Шура и Просвирняк — Виктор Просвирняк
- 1987 — Сад желаний — Павел
- 1988 — Стукач — Вадим Александрович Лаптев
- 1988 — Эти… три верные карты… — Германн
- 1988 — Отцы — Анатолий
- 1989 — Процесс — Жильцов
- 1989 — Пиры Валтасара, или Ночь со Сталиным — Сандро из Чегема
- 1989 — Любовь с привилегиями — Лев Евгеньевич, лечащий врач Кожемякина
- 1990 — Сломанный свет — Вадим
- 1990 — Последняя осень
- 1990 — Уроки в конце весны — Виктор Иванович, учитель
- 1991 — Ближний круг — И. Г. Большаков, министр кинематографии
- 1991 — И возвращается ветер… — политрук лагеря
- 1991 — Красный остров — Сергей Васильевич Поляков / Мольер
- 1991 — Автобус (короткометражный)
- 1991 — Анна Карамазофф — Александр Васильевич
- 1992 — Сталин / Stalin (Венгрия, США) — Леонид Николаев
- 1992 — Завтра, или Ядерная принцесса — физик
- 1992 — Прорва — Саша, муж Анны
- 1992 — Луна-парк — Борис Иванович
- 1992 — Кооператив «Политбюро», или Будет долгим прощание — кооператор
- 1993 — Дети чугунных богов — Митяй
- 1993 — Вишнёвый сад — Лопахин
- 1993 — Русский регтайм — наблюдатель
- 1994 — Год собаки — Лобанов
- 1994 — Подмосковные вечера — Митя
- 1994 — Курский фанк (короткометражный)
- 1995 — Петербургские тайны — Платон Алексеевич Загурский
- 1995 — Грибоедовский вальс — А. С. Грибоедов
- 1996 — Короли российского сыска — граф Карнаухов, агент сыска
- 1996 — Русский проект (ролики «Мама, не плачь», «Сборка-2») — приёмный отец
- 1998 — Развязка Петербургских тайн — доктор Платон Алексеевич Загурский
- 1998 — На ножах — Евангел
- 1998 — Чехов и Ко — Зельтерский, частный поверенный, хозяин
- 1999 — Д. Д. Д. Досье детектива Дубровского — Вадим Кульков, он же Кулёк
- 1999 — День рождения Буржуя (Украина—Россия) — следователь Борихин
- 1999 — Шутить изволите? (киноальманах) — автор
- 2000 — Дом для богатых — Фёдор Ильич
- 2000 — Империя под ударом — Пётр Аркадьевич Столыпин
- 2000 — Подозрение — Борис Анатольевич, врач
- 2000 — Любовь до гроба — Александр Георгиевич, психиатр
- 2000 — Зависть богов — Сергей, муж Сони
- 2000 — В августе 44-го… — подполковник Поляков
- 2000 — Собственная тень — Андрей
- 2000 — Чёрная комната (киноальманах) — Сергей
- 2001 — День рождения Буржуя 2 (Украина—Россия) — следователь Борихин
- 2001 — Лавина — Месяцев
- 2001 — Пятый угол — Александр Суворов
- 2001 — Исповедь покойника (короткометражный)
- 2002 — Красное небо. Чёрный снег — нарком
- 2002 — Упасть вверх — муж героини
- 2003 — Бульварный переплёт — Котик
- 2003 — Каменская 3 — Владимир Соловьёв
- 2004 — Апокриф: Музыка для Петра и Павла — Лев Васильевич Давыдов
- 2004 — Легенда о Кащее — князь Родовит
- 2004 — Полный вперед! — Виталий Игоревич Свечкин
- 2004 — Прощальное эхо — Шанторский
- 2004 — Только ты — Александр Николаевич Добрынин
- 2005 — Звезда эпохи — Вячеслав Михайлович Молотов
- 2005 — Мама не горюй 2 — телеведущий
- 2006 — Алмазы на десерт — Юрий Владимирович Андреев
- 2006 — Заколдованный участок — братья-близнецы Мишаковы
- 2006 — Из пламя и света —Василий Ильяшенков комендант Пятигорска
- 2006 — Золото Кольджата — горный инженер
- 2006 — Цветы для Снежной королевы — Эдуард Леонидович Ершов
- 2006 — Танкер «Танго» — Иван Иванович, майор
- 2007 — Бомжиха (Россия, Украина) — бродяга Коля
- 2007 — Снегурочка для взрослого сына — Дмитрий Сергеевич
- 2007 — На крыше мира — участковый
- 2007 — На пути к сердцу — врач
- 2007 — Звезда империи — император Александр III
- 2007 — Дочь генерала — Лебедев генерал
- 2007 — Суженый-ряженый — таксист Димыч
- 2007 — Право на счастье — отец Алисы
- 2007 — Главное — успеть — муж Алисы
- 2007 — Оплачено смертью — Казанцев
- 2007 — Убить змея — полковник Рюмин
- 2008 — Садовник (Украина) — Владислав Зацепин
- 2008 — Обитаемый остров — «Деверь»
- 2008 — Мёртвые души — Максим Мухин
- 2008 — Татьяна — Лебедев
- 2008 — Я вернусь — Николай Иванович Киселёв, главный хирург госпиталя
- 2008 — Танец горностая — следователь Рогов
- 2009 — Катя: Военная история — Владимир Степанович Барсуков, отец Севы
- 2009 — Пелагия и белый бульдог — отец Митрофаний (Владыко) — епископ, племянник Татищевой
- 2009 — Питерские каникулы — Глеб Сергеевич, любовник Лины
- 2009 — Правда скрывает ложь — майор Сергеев
- 2009 — Большая нефть. Цена успеха — Илья Авдеев
- 2009 — День зависимости (Украина) — главврач Горских
- 2009 — Кто вы, Господин Ка? — Сергей Сергеевич, босс наркомафии
- 2009 — Обитаемый остров Схватка — тесть
- 2009 — Командировка — Петрович
- 2010 — Классные мужики — Никки — Николай Аркадьевич Подражанский
- 2010 — Покушение — сотрудник Абвера Лавр Павлович Чертов / Майер
- 2010 — Сваты 4 — Александр Александрович Беркович, проректор, позже ректор института, коллега Юрия Анатольевича
- 2010 — Бомжиха 2 — Коля
- 2010 — Журов 2 (фильм № 6 «Невиновный») — Вадим Иванович Колтунов, бизнесмен
- 2010 — У каждого своя война — Феликс Копылов
- 2010 — Классные мужики — Никки — Николай Аркадьевич Подражанский
- 2010 — Смерть в пенсне, или Наш Чехов — Лопахин
- 2010 — Выхожу тебя искать — Валерий Иванович Антонов
- 2011 — Голубка — Кузнецов
- 2011 — Сваты 5 — Александр Александрович Беркович, проректор, позже ректор института
- 2011 — Дневник доктора Зайцевой — Илья Ильич Зайцев
- 2011 — Ялта-45 — Федотов, комиссар третьего ранга НКГБ СССР
- 2012 — Дневник доктора Зайцевой 2 — Илья Ильич Зайцев
- 2012 — Сваты 6 — Александр Александрович Беркович, проректор, позже ректор института
- 2012 — Откровения. Реванш (серия № 10 «Спортзал») — «Саша», влиятельный человек
- 2013 — Бомбила-3 — Илья Андреевич Мошкевич
- 2014 — Последний из Магикян — Николай Арсеньевич Щербаков, отец Егора
- 2014 — Пока станица спит — Максимиллиан Горюхин, актёр
- 2014 — Татьянина ночь — Александр Иванович Голубев, профессор МГУ
- 2014 — Сын за отца — приёмный отец Вадима
- 2015 — Родственнички — Михаил Иванович Воропаев, глава семейства
- 2016 — Осиное гнездо — Александр Викторович Бородин, отец Ксении и Вероники
- 2016 — Куркуль — Григорий Степанович Жилов, вице-мэр
- 2017 — Оптимисты — Игорь Степанович
- 2017 — NO-ONE — сотрудник КГБ, старый друг генерала
- 2017 — Птичка певчая — Леонид Юрьевич
- 2018 — Чернобыль — Валерий Легасов
- 2020 — Абриколь — Казимир
- 2020 — Алмазная корона — Сергеев
- 2020 — Кто-нибудь видел мою девчонку?
- 2020 — Хочу домой (короткометражный)
- 2021 — Сваты 7 — Александр Александрович Беркович, ректор института
- 2021 — Олег — Александр
- 2021 — Западня — Куликов, следователь по особо важным делам в отставке
- 2022 — Единица Монтевидео — Четвертухин
- 2022 — Без правил — Арсен Сергеевич Колесник, заслуженный тренер по борьбе

#### Режиссёрские работы
- 1998 — Чехов и К°
- 2020 — Испытание воли (документальный фильм)

#### Сценарные работы
- 1998 — Чехов и К°

## Озвучивание мультфильмов
- 2020 — Жираф — голос за кадром

## Награды
- Лауреат Приза «Хрустальная роза-1993» (за роль в спектакле «Нижинский»).
- Лауреат Премии «Золотая маска» 1995 года (сезон 1993/1994) в номинации «Лучшая мужская роль» (за роль Башмачкина в спектакле «Башмачкин» по Н. Гоголю, театральное агентство «Богис», Москва).
- Лауреат Премии имени И. М. Смоктуновского (1995, за театральные работы).
- Лауреат Премии «Чайка» в номинации «3лодей» (за роль в спектакле «Гамлет» Петера Штайна, 1998).
- Лауреат Премии «Чайка» в номинации «Улыбка М» (за роль в спектакле «Двенадцатая ночь» Деклана Доннеллана, 2003).